# Mike Rosenberg

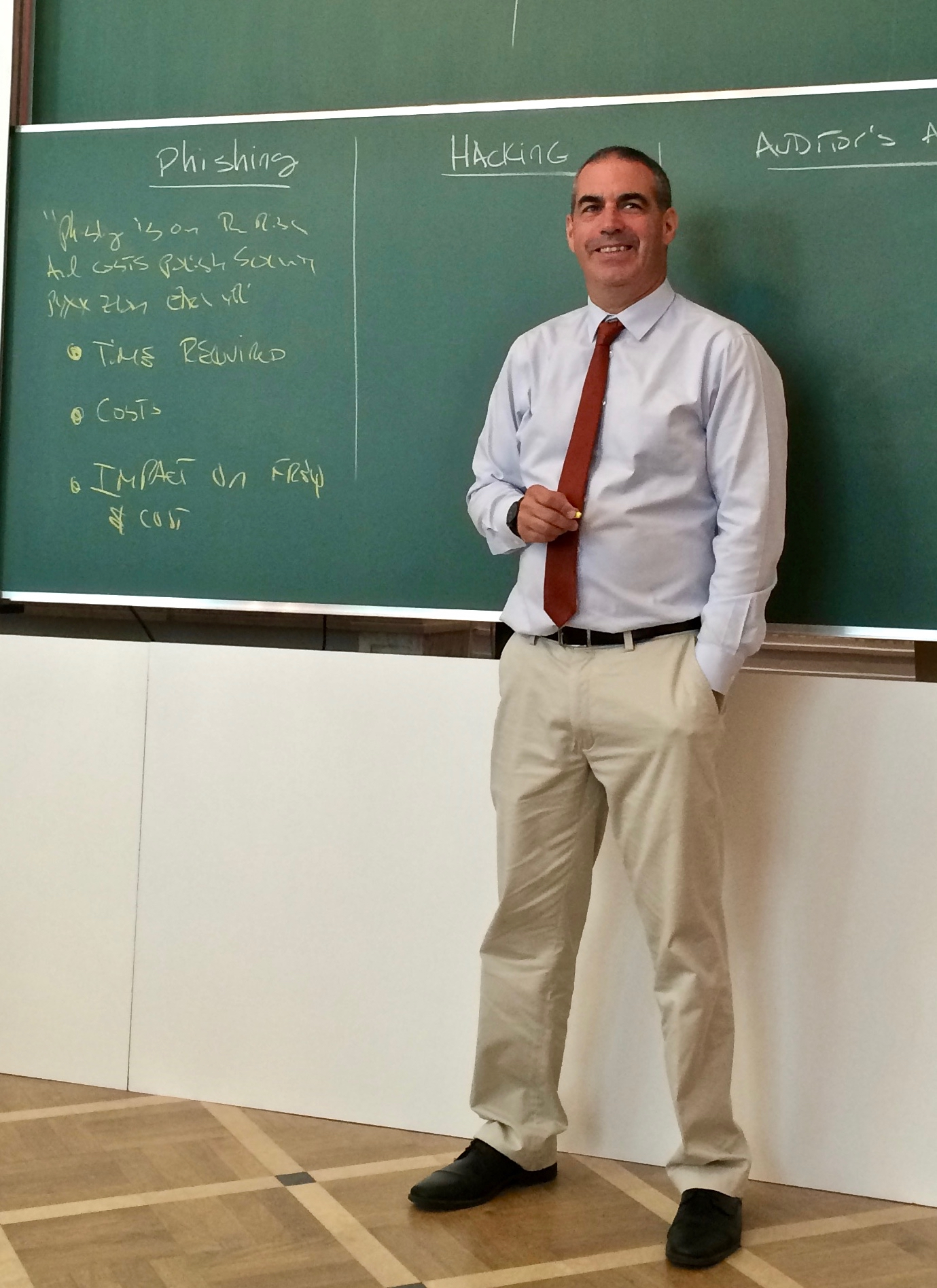
Prof. Mike Rosenberg podczas wykładu w Warszawie (2018)

Mike Rosenberg – amerykański profesor zarządzania strategicznego w IESE Business School.

## Życiorys
Absolwent Uniwersytetu Michigan (Bachelor of Science in Engineering – Naval Architecture) oraz MBA na IESE Business School (1985–1987). W roku 2010 uzyskał doktorat z zakresu zarządzania na Cranfield School of Management - Uniwersytet Cranfield (Wielka Brytania). 
Przed rozpoczęciem pracy jako wykładowca (Assistant professor) w IESE Business School (2000), pracował w sektorze samochodowym w firmie Heidrick & Struggles (1995–2000) a przedtem przez 15 lat pracował jako konsultant w Europie, USA i w Azji dla A.T. Kearney oraz Arthur D. Little. W latach 2004–2009 dyrektor Executive Education IESE. Obecnie jest dyrektorem akademickim Advanced Management Program in Media Entertainment w Nowym Jorku. Specjalizuje się w analizach wpływu technologii na klimat wokół biznesu, w szczególności potencjału, jaki mają alternatywne źródła energii na konkurencyjność różnych branż przemysłu.
W Polsce prof. Rosenberg występował wielokrotnie podczas kolejnych edycji programu AMP Warsaw, podczas European Executive Forum 2015 a także na konferencji PAP "Media Przyszłości" (4 XII 2019), podczas której poprowadził warsztaty na temat branży mediów w Polsce.

## Publikacje
- Strategy and Sustainability (Palgrave Macmillan, 2015)
- Strategy and Geopolitics (Emerald, 2017)
- co-edited Managing Media Businesses (Palgrave Macmillan, 2017)

## Nagrody i wyróżnienia
- 2018 Robert Picard Book Award - nagroda przyznawana przez amerykańskie Stowarzyszenie Edukacji w Dziennikarstwie i Komunikacji Masowej (AEJMC)[5].

## Linkowania zewnętrzne
- Mike Rosenberg - Biogram IESE, iese.edu